# Alfonso (singolo)
Alfonso è un singolo della cantautrice italiana Levante, pubblicato il 15 maggio 2013 come primo estratto dal primo album in studio Manuale distruzione.

## Tracce
Download digitale
1. Alfonso – 3:32

## Classifiche
| Classifica (2013) | Posizione massima |
| ----------------- | ----------------- |
| Italia            | 37                |